# 拉斯金之家

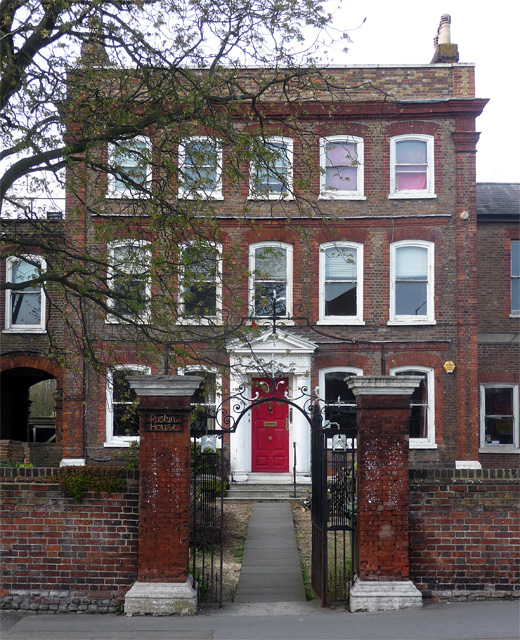
拉斯金之家

51°22′3″N 0°5′48″W / 51.36750°N 0.09667°W
拉斯金之家（英語：Ruskin House）是英国南伦敦克罗伊登科姆布路的一座建筑，得名于约翰·拉斯金。它成为英国进步运动的中心已有1个世纪。它是不列颠共产党以及克罗伊登的工党、工会与合作运动的总部。拉斯金之家本身也是一个合作社，股东即前述4个组织。